# På fel spår
På fel spår (norska: På villspor) är en norsk komedifilm som hade premiär på strömningstjänsten Netflix den 27 februari 2025. Filmen är regisserad av Hallvar Witzø efter ett manus skrivet av Lars Gudmestad, Maria Karlsson och Vilde Klohs, baserad på den svenska filmen Ur spår från 2022.

## Handling
Filmen handlar om den ensamstående mamman Emilie, som får chansen att följa med sin sportiga storebror på årets stora händelse, det ikoniska, 54 kilometer långa Birkebeinerrennet. Den stora skidresan visar sig bjuda på långt mer än blåklister och mjölksyra.

## Rollista (i urval)
| Ada Eide         | – Emilie   |
| Trond Fausa      | – Gjermund |
| Christian Rubeck | – Joachim  |
| Marie Blokhus    | – Silje    |
| Shana Mathai     | – Celina   |
| Janne Heltberg   | – Martine  |
| Pia Halvorsen    | – Vigdis   |